# Aspilota brandti
Aspilota brandti är en stekelart som beskrevs av Fischer 1978. Aspilota brandti ingår i släktet Aspilota och familjen bracksteklar. Inga underarter finns listade.